# Jeong Lim Yang
Jeong Lim Yang (koreanisch 정림양; * um 1985) ist eine südkoreanische, in den Vereinigten Staaten lebende Jazzmusikerin (Kontrabass, Komposition).

## Leben und Wirken
Jeong Lim Yang zog 2007 an die Ostküste der Vereinigten Staaten, wo sie seitdem als Bassistin arbeitet; nach Abschluss ihres Studiums am Berklee College of Music lebt sie seit 2012 in New York. Im selben Jahr entstanden erste Aufnahmen mit der Vibraphonistin Yuhan Su (Flying Alone). In den folgenden Jahren arbeitete sie mit Musikern wie Tim Berne, Russ Lossing, Jacob Sacks, Oscar Noriega, Mary Halvorson, Jason Palmer und Billy Mintz. 2017 legte Yang ihr Debütalbum Déjà Vu (Fresh Sound New Talent) vor, auf dem sie mit Adam Kolker, Michaël Attias, Jesse Simpson und Nick Sanders spielte. Es erhielt lobende Erwähnung in All About Jazz; „ihre anmutigen Melodien nehmen mit Subtilität und einer ruhigen Sicherheit Gestalt an, die sowohl von ihrem Können auf ihrem Instrument als auch von den nuancierten Beiträgen ihrer Bandkollegen herrührt“, lobte Troy Dostert. Dasselbe Label veröffentlichte 2019 das Album Mute, das sie im gleichnamigen Quartett eingespielt hatte.
Mit Trevor Dunn entstanden im Eigenverlag die „Requiem Suite Bass Duets“, die 2021 als Download-Tracks erschienen. Ende 2022 folgte ihre Neuinterpretation von Mary Lou Williams’ Zodiac Suite (Zodiac Suite: Reassured), die sie mit dem Pianisten Santiago Leibson und dem Schlagzeuger Gerald Cleaver aufgenommen hatte. Statt einer direkter Hommage sei dies „eine inspirierte Herangehensweise, [...] ein Fiebertraum von Williams’ Musik, der zwischen rasenden Abweichungen und plötzlichem Auftauchen der Originalstücke hin und her wechselt“, schrieb Dave Sumner. 2024 spielte sie im Trio mit  Matt Mitchell und Tom Rainey. 2025 legte sie das Album Synchronicity vor.